# Ірландія на пісенному конкурсі Євробачення 2024
Ірландія взяла участь у пісенному конкурсі Євробачення 2024 у Мальме, Швеція з піснею «Doomsday Blue» у виконанні Bambie Thug. Ірландська телекомпанія RTÉ організувала національний фінал Eurosong 2024, щоб обрати ірландську заявку для участі в конкурсі.

## Передісторія
Перед конкурсом 2024 року Ірландія брала участь у пісенному конкурсі Євробачення п’ятдесят п’ять разів з часу своєї першої участі в 1965 році. Ірландія вигравала конкурс рекордні сім разів, з якою лише у 2023 році зрівнялась Швеція. Перша перемога країни відбулася в 1970 році, тоді 18-річна Дана перемогла з піснею «All Kinds of Everything». Ірландія є рекордсменом як єдина країна, яка виграла конкурс тричі поспіль (у 1992, 1993 та 1994 роках), а також єдиний триразовий переможець — Джонні Логан, що переміг пісенний конкурс Євробачення 1980 як співак, у 1987 як співак й автор пісні та в 1992 як автор пісні. У 2011 та 2012 роках Jedward представляли країну два роки поспіль, зумівши обидва рази пройти у фінал й під час першої своєї участі досягти найвищої позиції Ірландії на конкурсі з часів шостого місця у 2000 році, посівши восьме місце з піснею «Lipstick». Між 2013 та 2023 роками включно лише двом ірландським заявкам вдалося пройти у фінал: У 2013 пісня «Only Love Survives» у виконанні Раяна Долана посіла 26 (останнє) місце у фіналі та у 2018 пісня «Together» у виконанні Раяна О'Шонессі зайняла 16 місце у фіналі. Ірландська заявка у 2023 році, в саме Wild Youth з піснею «We Are One» знову не пройшла до фіналу.
Ірландська національна телекомпанія Raidió Teilifís Éireann (RTÉ) транслює подію в Ірландії та організовує процес відбору для участі країни. Після того, як Ірландія не пройшла до фіналу конкурсу у 2023, голова ірландської делегації Майкл Кілі повідомив, що RTÉ розглядає можливість змінити свій процес відбору пісень на 2024 рік, відмовившись від телевізійного фінального формату Eurosong.Однак, пізніше було підтверджено те, що старий формат відбору залишається як метод відбору для участі Ірландії в пісенному конкурсі Євробачення 2024.

## Перед Євробаченням

### Eurosong 2024
Eurosong 2024 була національним відбором, розробленим RTÉ, щоб обрати заявку Ірландії на пісенний конкурс Євробачення 2024. Шоу відбулося 26 січня 2024 року, під час спеціального випуску The Late Late Show, який транслювався на RTÉ One і RTÉ Player та проводився Патріком Кілті.

#### Обрання заявок
15 червня 2023 року RTÉ відкрило період подання, коли зацікавленні учасники мали змогу подати свої роботи на конкурс до 29 вересня 2023 року. Незадовго до закриття термін було продовжено до наступного 20 жовтня. Наприкінці листопада 2023 року голова делегації Майкл Кілі повідомив, що було отримано близько 378 заявок.
Конкурсанти були відібрані журі, членами якого були призначені RTÉ серед професіоналів музичної індустрії та шанувальників Євробачення, головою яких був Кілі, як з отриманих заявок, так і за прямим запрошенням визнаних артистів. На першому етапі процесу до списку увійшло менше 60 робіт. З них було обрано чотирьох фіналістів на основі десяти фаворитів кожного члена журі та ще двох за «прискореною» процедурою. Вони були оприлюднені щодня з 8 по 12 січня 2024 року в шоу Ray D'Arcy, яке транслювалося на RTÉ Radio 1.

#### Фінал
Фінал Eurosong 2024 відбувся в Телевізійному центрі RTÉ 26 січня 2024 року. Результати визначалися шляхом поєднання голосів ірландського журі, міжнародного журі та телеголосування – кожне нагородження складалося з 2, 4, 6, 8, 10 і 12 балів – останні мали пріоритет у разі нічиєї. До складу міжнародного журі увійшли голова люксембурзької делегації на конкурсі Ерік Леманн, фінський виконавчий продюсер Анссі Аутіо з Yle, австрійський музичний менеджер Керстін Брейєр і британський журналіст Дебан Адеремі з Wiwibloggs, тоді як національне журі складалося з автора пісень Найла Муні, ді-джея радіо Тара Мюррей, музичного консультанту Елейн Макканн і ведучої RTÉ 2fm Трейсі Кліффорд. Бали телеголосування оголосила представниця Ірландії на пісенному конкурсі Євробачення 2022 Брук Скалліон. Під час шоу український гурт Kalush Orchestra як гості виконали свою пісню «Stefania» — переможну пісню Євробачення 2022. За результатами голосування було визначено, що Bambie Thug з піснею «Doomsday Blue» — переможець конкурсу із загальною сумою 32 бали, отримавши найвищий бал як від національного журі, так і від голосування публіки.
| № | Виконавець            | Пісня                | Переклад                 | Мова(и)                | Бали    | Бали            | Бали            | Бали    | Місце |
| № | Виконавець            | Пісня                | Переклад                 | Мова(и)                | Нацжурі | Міжнародне журі | Телеголосування | Загалом | Місце |
| - | --------------------- | -------------------- | ------------------------ | ---------------------- | ------- | --------------- | --------------- | ------- | ----- |
| 1 | Ізабелла Керні        | «Let Me Be the Fire» | Дозволь мені бути вогнем | Англійська             | 4       | 2               | 2               | 8       | 6     |
| 2 | Bambie Thug           | «Doomsday Blue»      | Синій судний день        | Англійська             | 12      | 8               | 12              | 32      | 1     |
| 3 | JyellowL feat. Toshín | «Judas»              | Юда                      | Англійська             | 8       | 4               | 4               | 16      | 5     |
| 4 | Ailsha                | «Go Tobann»          | Раптово                  | Ірландська, англійська | 10      | 6               | 8               | 24      | 2     |
| 5 | Next in Line          | «Love like Us»       | Любіть як ми             | Англійська             | 2       | 12              | 10              | 24      | 2     |
| 6 | Еріка-Коді            | «Love Me like I Do»  | Люби мене як я           | Англійська             | 6       | 10              | 6               | 22      | 4     |

### Популяризація заявки
У рамках реклами своєї участі в конкурсі Bambie Thug відвідали PrePartyES у Мадриді 30 березня 2024 року, London Eurovision Party 7 квітня 2024 року та подію Eurovision in Concert в Амстердамі 13 квітня 2024 року.

### Заклики до бойкоту
Участь Ізраїлю на пісенному конкурсі Євробачення 2024, незважаючи на триваючу гуманітарну кризу, викликану внаслідок військових операцій Ізраїлю в секторі Газа під час війни Ізраїлю та ХАМАС, викликало суперечки в Ірландії, а також у кількох інших країнах-учасницях із закликами та петиціями до мовників країн-учасниць щодо бойкоту заходу. До середини грудня 2023 року RTÉ отримало понад 465 електронних листів із закликами до бойкоту, на що RTÉ відповіло, що воно завжди розглядало Євробачення як «неполітичне змагання», а Майкл Кілі додав, що він «підтримає» будь-яке рішення ЄМС. Лейбористська партія Ірландії, а саме Аодхан О Ріордайн, закликала Ірландію бойкотувати конкурс, тоді як Тішек Лео Варадкар заявив про те, що він проти бойкоту. До середини січня кількість отриманих електронних листів зросла до понад 600. Незадовго до фіналу учасники Eurosong Еріка-Коді та Bambie Thug заявили, що вони проти участі Ізраїлю. Додатково Еріка-Коді пояснила, що все ще не впевнена щодо бойкоту конкурсу в разі перемоги, а Bambie Thug заявили, що відповідальність за участь країни лежить на ЄМС, а не на артистах. Між фіналом Eurosong до початку березня було отримано ще 1400 електронних листів, близько 1000 з яких мали «однаковий вміст, написані та надіслані різними електронними листами».
Додатково, 29 березня 2024 року Bambie Thug та деякі інші учасники Євробачення 2024, а саме Gåte (Норвегія), Iolanda (Португалія), Megara (Сан-Марино), Mustii (Бельгія), Nemo (Швейцарія), Оллі Александер (Велика Британія), Saba (Данія), Silvester Belt (Литва) та Windows95man (Фінляндія), випустили спільну заяву, закликаючи до «негайного та тривалого припинення вогню» в Газі, а також до повернення ізраїльських заручників, яких утримує ХАМАС. Додатково Bambie додали, що їхня особиста «позиція щодо подвійних стандартів залишається твердою», посилаючись на попередні порівняння, які вони провели з виключенням Росії з Євробачення 2022 після її вторгнення в Україну, і пояснили, що якби вони вирішили бойкотувати захід, це означало б «на один пропалестинський голос менше на конкурсі». Під час своєї першої генеральної репетиції, Bambie Thug зі словами «припинення вогню» та «свобода для Палестини», написаними алфавітом Огам на їхньому обличчі та нозі, ЄМС потребував змінити їх на «коронувати відьму» для півфінального виступу, «щоб захистити неполітичний характер події».

## На Євробаченні

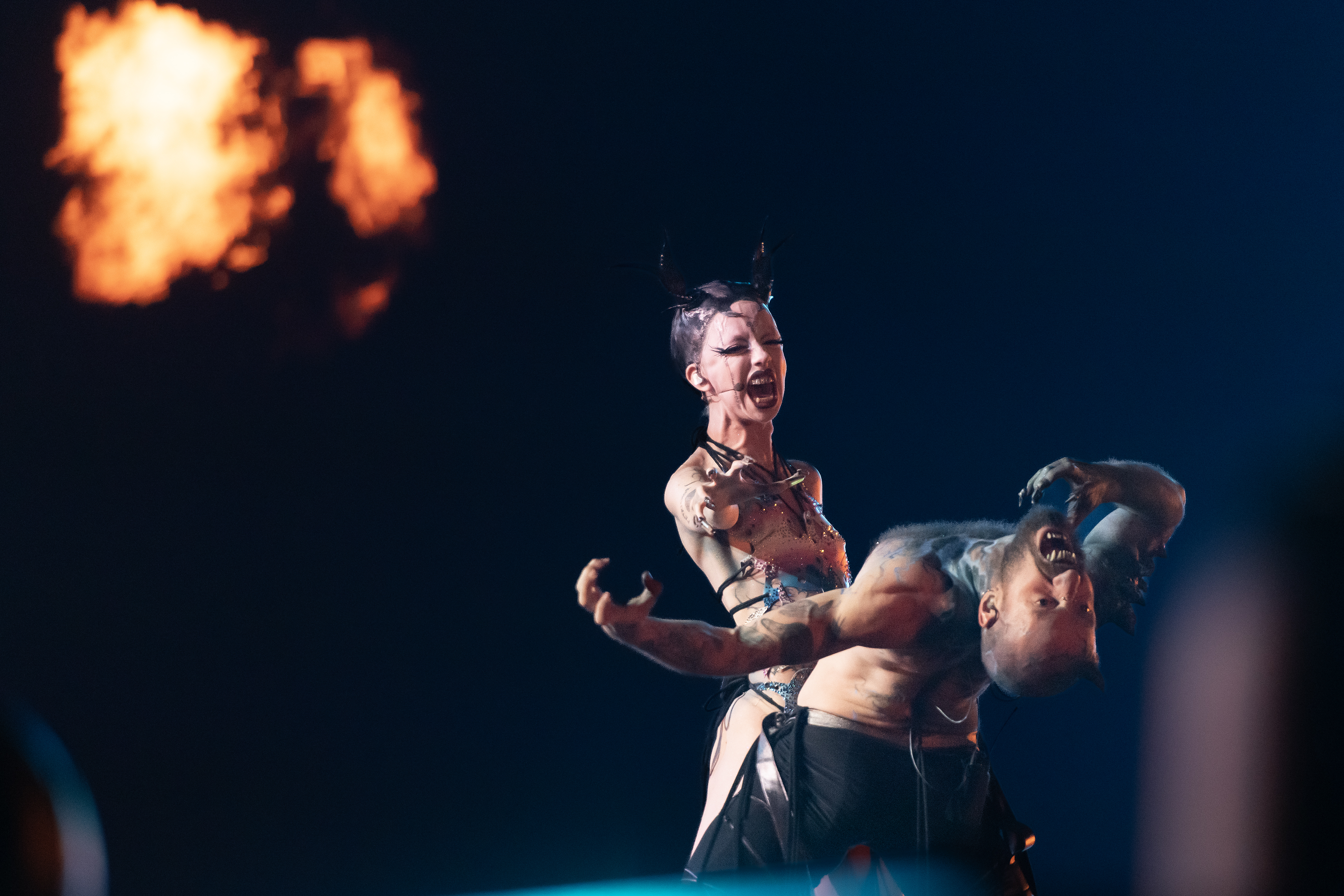
Bambie Thug під час однієї з репетицій перед першим півфіналом.

Пісенний конкурс Євробачення 2024 відбувся на Мальме-Арені у Мальме, Швеція, і складався з двох півфіналів та фіналу, які проходили 7, 9 травня та 11 травня 2024 року відповідно. Усі країни, за винятком країни-господарки і «Великої п'ятірки…» (Франція, Німеччина, Італія, Іспанія та Велика Британія) повинні були кваліфікуватися з одного з двох півфіналів, щоб змагатися у фіналі. Десять кращих країн з кожного півфіналу проходять до фіналу. 30 січня 2024 року відбулося жеребкування, щоб визначити, у якому з двох півфіналів, а також у якій половині шоу виступить кожна країна. ЄМС розділила країни-конкурсантки на різні кошики на основі моделей голосування з попередніх конкурсів, причому країни зі сприятливою історією голосування помістили до одного кошику. У результаті, Ірландія потрапила до першої половини першого півфіналу. Потім продюсери шоу визначили порядок виступі у півфіналі Ірландія отримала 4 позицію в півфіналі.
В Ірландії перший півфінал і фінал конкурсу транслювалися на RTÉ One, а другий півфінал – на RTÉ2, всі з коментарями Марті Велана. На RTÉ 2fm також транслювалися перший півфінал і фінал із коментарями Збишека Залінського та Ніла Догерті.

### Виступ
Bambie Thug виступили на технічних репетиціях 27 квітня та 1 травня й також на генеральних репетиціях 6 та 7 травня. Номер на конкурсі був поставлений Серхіо Хаєном і хореографом Меттом Вільямсом, і передбачав присутність танцюриста, а також використання свічок, диму та полум’я. Зовнішній одяг Bambie Thug на початку постановки — чорна сукня,  рогами, з кельтськими трискеліонами та нарощеними нігтями. Посередині виступу співачка знімає свою сукню, показуючи привертаюче увагу вбрання з кольорами трансгендерного прапора. На обличчі Bambie Thug виступає зі словами «коронувати відьму», написаними писемністю Огам на їхньому лобі. Спочатку там був присутній заклик до припинення вогню в Газі, текст був змінений після переговорів з ЄМС.

### Перший півфінал
Ірландія виступала під 4-им номером після виступу Литви та перед входом з України. Наприкінці шоу країна увійшла до 10 країн, що увійшли до фіналу. Пізніше стало відомо, що Ірландія посіла третє місце з п’ятнадцяти країн-учасниць у першому півфіналі зі 124 очками, що стало найкращим результатом країни у півфіналах з моменту їх введення у 2004-му році.

### Фінал
Після півфіналу стало відомо, що Ірландія виступить в першій половині фіналу. Пізніше стало відомо, що країна виступить під 10-ю позицією після виступу Естонії та перед виступом Латвії. Bambie Thug знову взяли участь у генеральних репетиціях 10 і 11 травня перед фіналом, включаючи шоу для журі журі, де професійне журі віддало свої остаточні голоси перед фіналом конкурсу. Вони повторили свій півфінальний виступ під час фіналу 11 травня. Ірландія посіла шосте місце з 25-и у фіналі, набравши загалом 278 балів: 136 балів від телеголосування та 142 бали від журі. Це стало найкращим результатом Ірландії з часів Пісенного конкурсу Євробачення 2000 року.

### Голосування
Під час голосування під час кожного з шоу кожна країна присуджувала два набори балів від 1 до 8, 10 і 12: один від професійного журі, інший від телеголосування у фіналі, тоді як голосування у півфіналі повністю базувалося на телеголосуванні. Журі кожної країни складалося з п’яти професіоналів музичної індустрії, які є громадянами країни, яку вони представляють. Вони оцінюють кожну заявку на основі виступів під час другої генеральної репетиції кожного шоу, яка відбувається ввечері перед кожним живим шоу, за набором критеріїв, включаючи: вокальний потенціал; сценічний виступ; композиція та оригінальність пісні і загальне враження від заявки. Також жодному члену журі не дозволяється обговорювати своє голосування з іншими членами або бути будь-яким чином пов'язаним з будь-якими діями, у яких інші члени журі не можуть голосувати неупереджено та незалежно. Індивідуальний рейтинг кожного члена журі в анонімній формі, а також результати загальнонаціонального телеголосування були опубліковані незабаром після фіналу конкурсу. У фіналі конкурсу результати голосування журі були озвучені речниками, представленими від кожної країни, що брала участь на конкурсі, у той час як результати телеголосування оголошувалися ведучими. Речником від Ірландії був Пол Гаррінгтон, один з переможців Євробачення 1994.
Нижче наведено бали, отриманих та відданих Ірландією в першому півфіналі та фіналі конкурсу.

#### Бали нараховані Ірландії
| Бали     | Телеголосування                                       |
| -------- | ----------------------------------------------------- |
| 12 балів |                                                       |
| 10 балів | Австралія Велика Британія 🌎 Решта світу              |
| 8 балів  | Литва Польща Україна Фінляндія                        |
| 7 балів  | Португалія Сербія                                     |
| 6 балів  | Азербайджан Кіпр Люксембург Німеччина Хорватія Швеція |
| 5 балів  | Молдова                                               |
| 4 бала   | Словенія                                              |
| 3 бали   | Ісландія                                              |
| 2 бали   |                                                       |
| 1 бал    |                                                       |

| Бали     | Телеголосування                                                          | Журі                                                    |
| -------- | ------------------------------------------------------------------------ | ------------------------------------------------------- |
| 12 балів |                                                                          | Австралія                                               |
| 10 балів | Велика Британія                                                          | Азербайджан Іспанія Італія Португалія Україна Швейцарія |
| 8 балів  | Австралія Україна                                                        | Хорватія                                                |
| 7 балів  | Іспанія 🌎 Решта світу Сербія                                            | Велика Британія Данія Ісландія Мальта Сан-Марино Чехія  |
| 6 балів  | Нідерланди Польща Чехія                                                  | Фінляндія                                               |
| 5 балів  | Литва Португалія Фінляндія Хорватія                                      |                                                         |
| 4 бали   | Азербайджан Грузія Мальта Норвегія Швеція                                | Бельгія                                                 |
| 3 бали   | Данія Ісландія Італія Латвія                                             | Австрія Литва                                           |
| 2 бали   | Австрія Вірменія Бельгія Греція Естонія Кіпр Молдова Сан-Марино Словенія | Сербія                                                  |
| 1 бал    | Німеччина                                                                | Польща Словенія                                         |

#### Бали нараховані Ірландією
| Бали     | Телеголосування |
| -------- | --------------- |
| 12 балів | Литва           |
| 10 балів | Хорватія        |
| 8 балів  | Україна         |
| 7 балів  | Польща          |
| 6 балів  | Люксембург      |
| 5 балів  | Фінляндія       |
| 4 бали   | Австралія       |
| 3 бали   | Португалія      |
| 2 бали   | Молдова         |
| 1 бал    | Кіпр            |

| Бали     | Телеголосування | Журі            |
| -------- | --------------- | --------------- |
| 12 балів | Хорватія        | Швейцарія       |
| 10 балів | Ізраїль         | Швеція          |
| 8 балів  | Україна         | Люксембург      |
| 7 балів  | Литва           | Хорватія        |
| 6 балів  | Швейцарія       | Німеччина       |
| 5 балів  | Латвія          | Португалія      |
| 4 бали   | Франція         | Велика Британія |
| 3 бали   | Фінляндія       | Франція         |
| 2 бали   | Іспанія         | Україна         |
| 1 бал    | Італія          | Сербія          |

#### Детальні результати голосування з Ірландії
| №  | Країна      | Телеголосування | Телеголосування |
| №  | Країна      | Місце           | Бали            |
| -- | ----------- | --------------- | --------------- |
| 01 | Кіпр        | 10              | 1               |
| 02 | Сербія      | 11              |                 |
| 03 | Литва       | 1               | 12              |
| 04 | Ірландія    |                 |                 |
| 05 | Україна     | 3               | 8               |
| 06 | Польща      | 4               | 7               |
| 07 | Хорватія    | 2               | 10              |
| 08 | Ісландія    | 12              |                 |
| 09 | Словенія    | 13              |                 |
| 10 | Фінляндія   | 6               | 5               |
| 11 | Молдова     | 9               | 2               |
| 12 | Азербайджан | 14              |                 |
| 13 | Австралія   | 7               | 4               |
| 14 | Португалія  | 8               | 3               |
| 15 | Люксембург  | 5               | 6               |

До ірландського журі увійшли:
- Трейсі Кліффорд
- Кім Хайден
- Білл Хьюз
- Ліза Ламбе
- Браян Шейл

| №  | Країна          | Журі   | Журі   | Журі   | Журі   | Журі   | Журі  | Журі | Телеголосування | Телеголосування |
| №  | Країна          | Журі 1 | Журі 2 | Журі 3 | Журі 4 | Журі 5 | Місце | Бали | Місце           | Бали            |
| -- | --------------- | ------ | ------ | ------ | ------ | ------ | ----- | ---- | --------------- | --------------- |
| 01 | Швеція          | 3      | 2      | 3      | 2      | 9      | 2     | 10   | 21              |                 |
| 02 | Україна         | 7      | 9      | 9      | 8      | 11     | 9     | 2    | 3               | 8               |
| 03 | Німеччина       | 23     | 7      | 6      | 1      | 6      | 5     | 6    | 18              |                 |
| 04 | Люксембург      | 4      | 11     | 2      | 11     | 4      | 3     | 8    | 17              |                 |
| 05 | Нідерланди      | 8      | 8      | 8      | 14     | 19     | 12    |      |                 |                 |
| 06 | Ізраїль         | 24     | 25     | 18     | 5      | 23     | 16    |      | 2               | 10              |
| 07 | Литва           | 13     | 12     | 11     | 20     | 5      | 13    |      | 4               | 7               |
| 08 | Іспанія         | 20     | 13     | 16     | 19     | 7      | 18    |      | 9               | 2               |
| 09 | Естонія         | 22     | 24     | 24     | 23     | 8      | 22    |      | 12              |                 |
| 10 | Ірландія        |        |        |        |        |        |       |      |                 |                 |
| 11 | Латвія          | 25     | 19     | 13     | 12     | 15     | 20    |      | 6               | 5               |
| 12 | Греція          | 18     | 20     | 22     | 10     | 16     | 21    |      | 13              |                 |
| 13 | Велика Британія | 14     | 6      | 12     | 6      | 2      | 7     | 4    | 14              |                 |
| 14 | Норвегія        | 9      | 14     | 23     | 13     | 17     | 19    |      | 20              |                 |
| 15 | Італія          | 17     | 18     | 7      | 24     | 12     | 17    |      | 10              | 1               |
| 16 | Сербія          | 10     | 22     | 15     | 3      | 18     | 10    | 1    | 23              |                 |
| 17 | Фінляндія       | 21     | 16     | 25     | 25     | 25     | 25    |      | 8               | 3               |
| 18 | Португалія      | 5      | 5      | 14     | 9      | 3      | 6     | 5    | 19              |                 |
| 19 | Вірменія        | 12     | 21     | 20     | 22     | 21     | 24    |      | 11              |                 |
| 20 | Кіпр            | 16     | 10     | 4      | 18     | 22     | 14    |      | 16              |                 |
| 21 | Швейцарія       | 1      | 1      | 5      | 15     | 1      | 1     | 12   | 5               | 6               |
| 22 | Словенія        | 11     | 23     | 21     | 4      | 24     | 15    |      | 24              |                 |
| 23 | Хорватія        | 2      | 17     | 1      | 16     | 10     | 4     | 7    | 1               | 12              |
| 24 | Грузія          | 15     | 15     | 19     | 21     | 13     | 23    |      | 22              |                 |
| 25 | Франція         | 6      | 4      | 17     | 7      | 14     | 8     | 3    | 7               | 4               |
| 26 | Австрія         | 19     | 3      | 10     | 17     | 20     | 11    |      | 15              |                 |

## Нотатки
1. ↑  Містить декілька фраз ірландською.
2. ↑  Нідерланди було дискваліфіковано з конкурсу незадовго до фіналу.[51][52]